# Eraskh
Eraskh ou Yeraskh (en arménien Երասխ ) est une communauté rurale du marz d'Ararat en Arménie. En 2008, elle compte 865 habitants.